# Barbital
Barbital (hay barbitone), được bán trên thị trường dưới tên thương hiệu Veronal cho axit tinh khiết và Medinal cho muối natri, là loại barbiturat có bán trên thị trường đầu tiên. Nó được sử dụng như một trợ giúp giấc ngủ (thôi miên) từ năm 1903 đến giữa những năm 1950. Tên hóa học của barbital là diethylmalonyl urea hoặc diethylbarbituric acid; do đó, muối natri (được gọi là medinal, một nhãn hiệu chung ở Vương quốc Anh) còn được gọi là natri diethylbarbiturat.

## Tổng hợp
Barbital, sau đó được gọi là "Veronal", lần đầu tiên được tổng hợp vào năm 1902 bởi các nhà hóa học người Đức Emil Fischer và Joseph von Mering, người đã công bố khám phá của họ vào năm 1903. Barbital đã được điều chế bằng cách cô đặc este diethylmalonic với urê với sự hiện diện của natri ethoxide, hoặc bằng cách thêm ít nhất hai mol ethyl iodide vào muối bạc của malonylurea hoặc có thể vào dung dịch axit cơ bản. Kết quả là một loại bột tinh thể màu trắng không mùi, hơi đắng.
Phần giới thiệu của nó đã theo dõi các nghiên cứu của Fischer và von Merling về các tính chất dược lý của một số Acylureas mở và đóng (sau đó gọi là ureides). Dẫn đến ấn tượng rằng hành động thôi miên dường như chủ yếu phụ thuộc vào sự hiện diện của các nhóm ethyl, họ đã chuẩn bị diethylacetyl urê, diethylmalonyl urê và dipropylmalonyl urê. Cả ba đều được coi là thôi miên: lần đầu tiên có sức mạnh tương đương với sulphonal đã biết (nay là sulfonmethane), trong khi thứ ba mạnh gấp bốn lần, nhưng việc sử dụng nó được tham gia bởi các hiệu ứng sau kéo dài. Veronal đã được tìm thấy là giữa chừng.
Barbital cũng có thể được tổng hợp trong một phản ứng ngưng tụ từ urê và diethyl-2,2-diethylmalonate, một dẫn xuất dietyl malonate:

## Tiếp thị

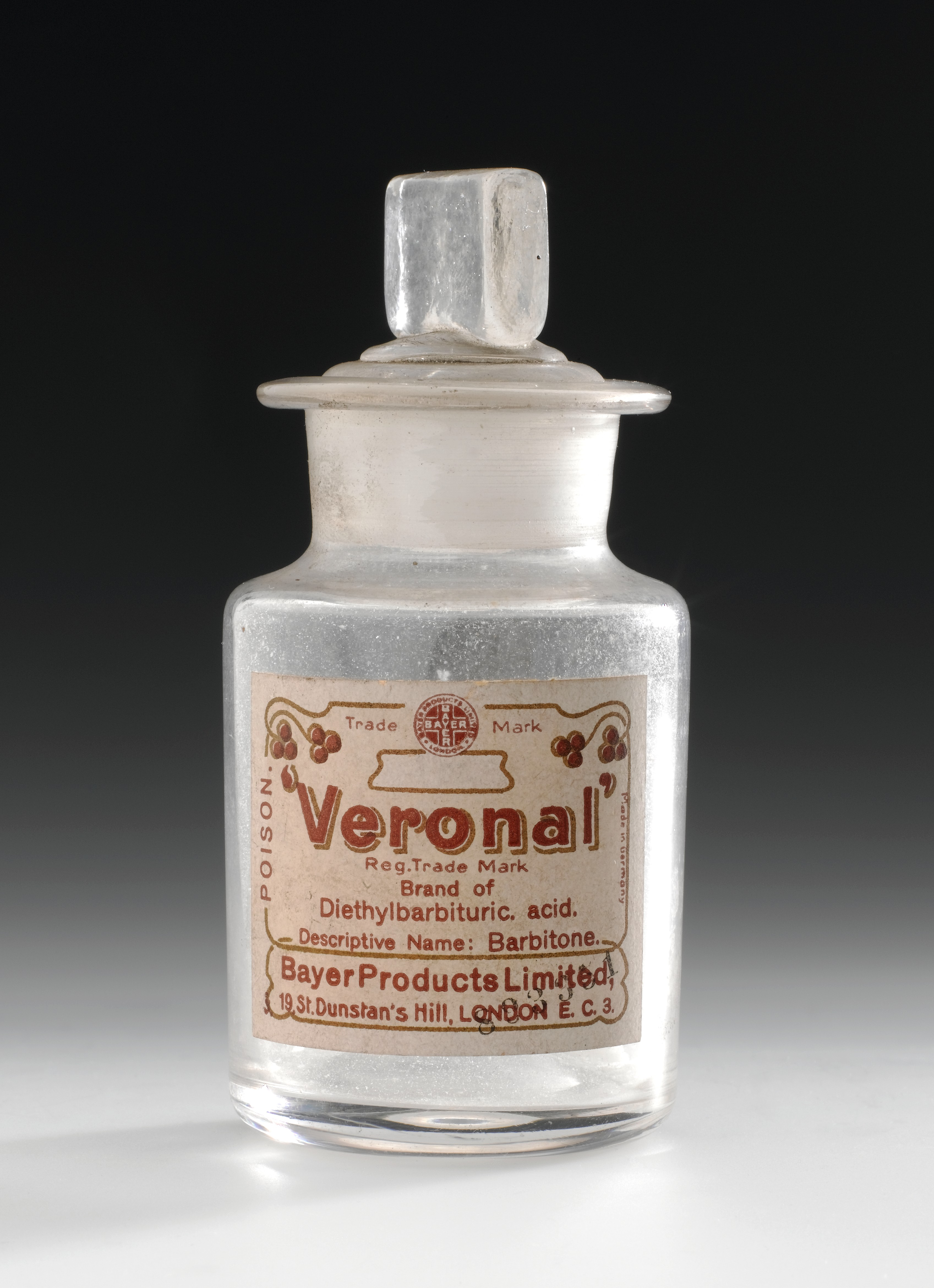
Chai đựng tinh thể "Veronal", được đặt theo tên của thành phố Verona của Ý, là loại barbiturat có bán trên thị trường đầu tiên, được sản xuất bởi Bayer.

Barbital được bán trên thị trường vào năm 1904 bởi công ty Bayer với tên gọi là Ver Veralal. Một loại muối hòa tan của thịt nướng được công ty Schering đưa ra thị trường với tên là Med Medinal. Nó đã được phân phối cho chứng mất ngủ gây ra bởi sự kích thích thần kinh. Nó được cung cấp ở dạng tinh thể hoặc trong các bộ đệm (viên nang). Liều điều trị là mười đến mười lăm hạt (0,65-0,97 gram). 3,5 đến 4,4 gram là liều chết người nhưng giấc ngủ cũng đã được kéo dài đến mười ngày với sự phục hồi.

## Dược lý
Barbital được coi là một cải tiến lớn so với các thôi miên hiện có. Hương vị của nó hơi đắng, nhưng tốt hơn so với hương vị mạnh mẽ, khó chịu của các bromide thường được sử dụng. Nó có ít tác dụng phụ, và liều điều trị của nó thấp hơn nhiều so với liều độc hại. Tuy nhiên, việc sử dụng kéo dài dẫn đến dung nạp thuốc, cần liều cao hơn để đạt được hiệu quả mong muốn. "Tôi thực sự đã bão hòa với nó", Hoàng hậu Nga, Alix của Hessen và Rhein thú nhận với một người bạn. Quá liều gây tử vong của thôi miên tác dụng chậm này không phải là hiếm. Phi công tiên phong Arthur Whitten Brown (danh tiếng "Alcock and Brown") đã chết vì quá liều. Nhà văn Nhật Bản Ryūnosuke Akutagawa đã cố tình dùng quá liều thuốc vào năm 1927, cũng như Stefan Zweig vào năm 1942.

## đệm pH
Các giải pháp của natri barbital cũng đã được sử dụng làm chất đệm pH cho nghiên cứu sinh học, ví dụ, trong xét nghiệm miễn dịch hoặc trong các giải pháp cố định. Vì barbital là một chất được kiểm soát, bộ đệm dựa trên man rợ phần lớn đã được thay thế bằng các chất khác.